# میدلتاون (دلاور)
میدلتاون، دلاور (به انگلیسی: Middletown, Delaware) یک سکونتگاه مسکونی در ایالات متحده آمریکا با جمعیت ۱۸٬۸۷۱ نفر است که در دلاویر واقع شده‌است.